# Первое Геоктепинское сражение (1879)
Первое Геоктепинское сражение (туркм. Birinji Gökdepe söweşi) — сражение, состоявшееся с 28 августа (9 сентября) 1879 года в ходе первой Ахал-текинской экспедиции между туркменами-текинцами  Бердимурад-хана и войсками российской армии под командованием генерала Н. П. Ломакина.

## Предыстория
После покорения Хивинского ханства в 1873 году, русское командование обратило внимание на туркмен. В том же году войска под командованием генерала Кауфмана нанесли несколько поражений туркменам.
После присоединения к Российской империи побережья Каспийского моря, последовало распоряжение об отправке военной экспедиции в Ахал.
В июле 1878 года, после завершения Берлинского конгресса, император Александр II отдал приказ о занятии Ахала и прежде всего крепости Геок-тепе.
В 1879 году Российская империя осуществила первое после аннексии Коканда наступление в Средней Азии. Его целью был захват «ничейной области» на юге Закаспия, и укрепление южного фланга от Красноводска до Мерва.
Российские войска постепенно заняли небольшие туркменские крепости Ахала. Текинцы тем временем перебрались из старого Геок-тепе в Динглидепе и начали укреплять крепостные стены. С этой целью они мобилизовали население Ахала для экстренного строительства крепости. Она была возведена буквально накануне наступления русской армии. Крепость окружал ров и земляная насыпь, обложенная слоем глины. Высота составляла 4 м, толщина — до 10 м в основании и до 5 м кверху. Весь периметр — 4,4 км. Территория крепости (40 га) была совершенно ровной, лишь в северо-западном углу возвышался древний холм, а несколько южнее — огражденный двор и колодцы. Во время отсутствия непосредственной военной угрозы здесь никто не жил, а в дни приближения русской армии собралась половина всего оазиса (около 45 тыс.чел.) и вся площадь была густо заставлена юртами.

## Ход экспедиции
Вооруженные толпы текинцев стали появляться не только под Красноводском и вокруг Чата, но даже на Мангышлакском полуострове, а затем даже напали на Чикишляр. Поэтому весною 1879 года признано было необходимым сформировать в Чате отряд, достаточный для покорения ахал-текинцев. Для похода были назначены 16¼ батальона (мирного состава, по 450 чел., всего 7 310 чел.), 18 сотен и 2 эскадрона кавалерии (2.900 чел.) и 34 орудия (400 чел.). Из этих войск собственно действующий отряд составили 4 тыс. пехоты, 2 тыс. кавалерии и 16 орудий, остальные же войска предназначались для занятия сообщений действующего отряда с базою. Во главе войск был поставлен генерал-лейтенант Лазарев, но после его смерти войска возглавил генерал-майор Н. Ломакин.
Первую колонну, под начальством командира Кабардинского полка, флигель-адъютанта князя Долгорукова, составляли батальон Куринского полка, батальон Кабардинского полка, сводный стрелковый батальон, 4-х фунтовая терская казачья полубатарея, два горных орудия, ракетная сотня, два эскадрона переяславских драгун, две сотни иррегулярного Дагестанского полка. При авангарде ехал со своим штабом генерал Ломакин и начальник кавалерии, свиты Его Императорского Величества генерал-майор светлейший князь Зейн-Витгенштейн-Берлебург.
В состав главных сил, под начальством генерал-майора графа Борха, вошли: батальон лейб-Эриванского гренадерского полка, батальон Грузинского гренадерского полка, батальон Ширванского пехотного полка, саперная рота, полубатарея 4-й батареи 20-й артиллерийской бригады (4 орудия), сотня Волгского казачьего полка, вторая полубатарея 4-й батареи 20-й артиллерийской бригады.
Обоз позади войск двигался под прикрытием шести рот пехоты (по одной от каждого батальона), 2-х горных орудий и сотни Таманского казачьего полка, под начальством капитана Кегамова.

## Ход сражения
В 5 часов вечера 28-го августа после шестичасового артобстрела российские войска начали штурм. Войска почти окружили крепость и главная атака была поведена на северо-западный ее угол. Ни штурмовых лестниц, ни фашин и вообще никаких приспособлений для штурма не было. Со стен крепости сильный огонь текинцев поражал колонны. Добежав до стен, солдаты спустились в ров и, поддерживая друг друга, полезли на стену. Передние пали мертвыми. Скоро текинцы бросились со всех выходов и сами напали на атакующих. Солдаты по всей линии начали отходить, отстреливаясь и отбиваясь штыками и прикладами. Чтобы прикрыть отход, орудия стали обсыпать текинцев картечью, и пехотный батальон и полуэскадрон драгун бросились в контратаку. Текинцы, после недолгого сопротивления, не в силах выдерживать артиллерийский огонь, отступили за стены. Потери русских составили 200 убитых и более 250 раненых.
Одна часть отряда была отведена назад, к главному ручью, другая же часть отряда продолжала оставаться на восточной и южной стороне крепости.

## Результаты
Главной причиной неудачи российских войск была неорганизованность всего предприятия и особенно тыла, несогласованность удара при штурме разных колонн, желавших упредить одна другую, полная неосведомленность о размерах и свойствах предстоявшей задачи, а также мужество защитников Геок-тепе. 29-го августа русские войска отступали от Геок-тепе, перестреливаясь с текинцами, и лишь 13 сентября прибыли в Терсакан.
Это было самое тяжелое поражение российской армии в Средней Азии, начиная со злополучного Хивинского похода 1717 года. Изучив причины понесенного поражения, русское командование начало подготовку к новому походу против туркмен.

## Примечание
1. ↑  Pierce, Richard A. Russian Central Asia, 1867-1917: A Study in Colonial Rule. — University of California Press, 1960. — P. 38–40. — «Geok tepe.».
2. ↑  Кемал Сеитгулиев. Гепктепинское сражение. Дата обращения: 2 декабря 2017. Архивировано 3 декабря 2017 года.
3. ↑  ШАХОВСКОЙ В. ЭКСПЕДИЦИЯ ПРОТИВ АХАЛ-ТЕКИНЦЕВ В 1879-1880-1881 гг. Дата обращения: 8 февраля 2021. Архивировано 26 января 2021 года.
4. 1 2  В. Шаховской. Экспедиция против ахал-текинцев в 1879-1880-1881 гг.